# Bałucianka
Bałucianka – wieś w Polsce położona w województwie podkarpackim, w powiecie krośnieńskim, w gminie Rymanów.
W latach 1975–1998 miejscowość położona była w województwie krośnieńskim.

## Historia
Założona w 1470 r. na prawie wołoskim w dobrach Andrzeja Sienieńskiego a potem jego syna Wiktoryna Sienieńskiego. Później należała do dalszych potomków. W 1848 roku w wyniku uwłaszczenia chłopów wieś Bałucianka stała się własnością rolników w niej mieszkających (Uwłaszczenie chłopów na ziemiach polskich). W połowie XIX wieku właścicielem posiadłości tabularnej w Bałudziance była Józefa Gorczyńska ze Skórskich i Zofia Urbańska. W dolnej części wsi istniała olejarnia, produkująca znany w całej okolicy olej. Wieś znana była z wyrobu drewnianych figur. Tradycje rzeźbiarskie utrzymały się we wsi do dziś.
Właścicielami dóbr rymanowskich w XIX w. byli Stanisław Potocki i jego żona Anna Potocka z Działyńskich. W 1878 r. otworzyli w Rymanowie z własnych środków „szkółkę”, mającą na celu nauczanie stolarstwa i rzeźbiarstwa, które uprawiają i dzisiaj mieszkańcy Bałucianki.

## Zabytki
- W miejscowości znajduje się drewniana cerkiew greckokatolicka pw. Zaśnięcia Przeświętej Bogurodzicy, wzniesiona prawdopodobnie w XVII w., obecnie filialny kościół rzymskokatolicki. W latach 1820 i 1899 przebudowana i remontowana. Jedna z dwóch zachowanych cerkwi prezentujących typ budowli sakralnej charakterystyczny dla obszaru środkowej i wschodniej Łemkowszczyzny, gdzie upowszechniło się stosowanie wielopolowych sklepień zrębowych.

- Obok cerkwi znajduje się cmentarz z zabytkowymi nagrobkami. Nagrobki te zostały odnowione w lipcu 1996 r. podczas obozu konserwatorskiego „Nadsanie” zorganizowanego przez Stanisława Krycińskiego.
- Ponadto we wsi znajduje się zabytkowa, dwukondygnacyjna figura przydrożna z 1841 r.

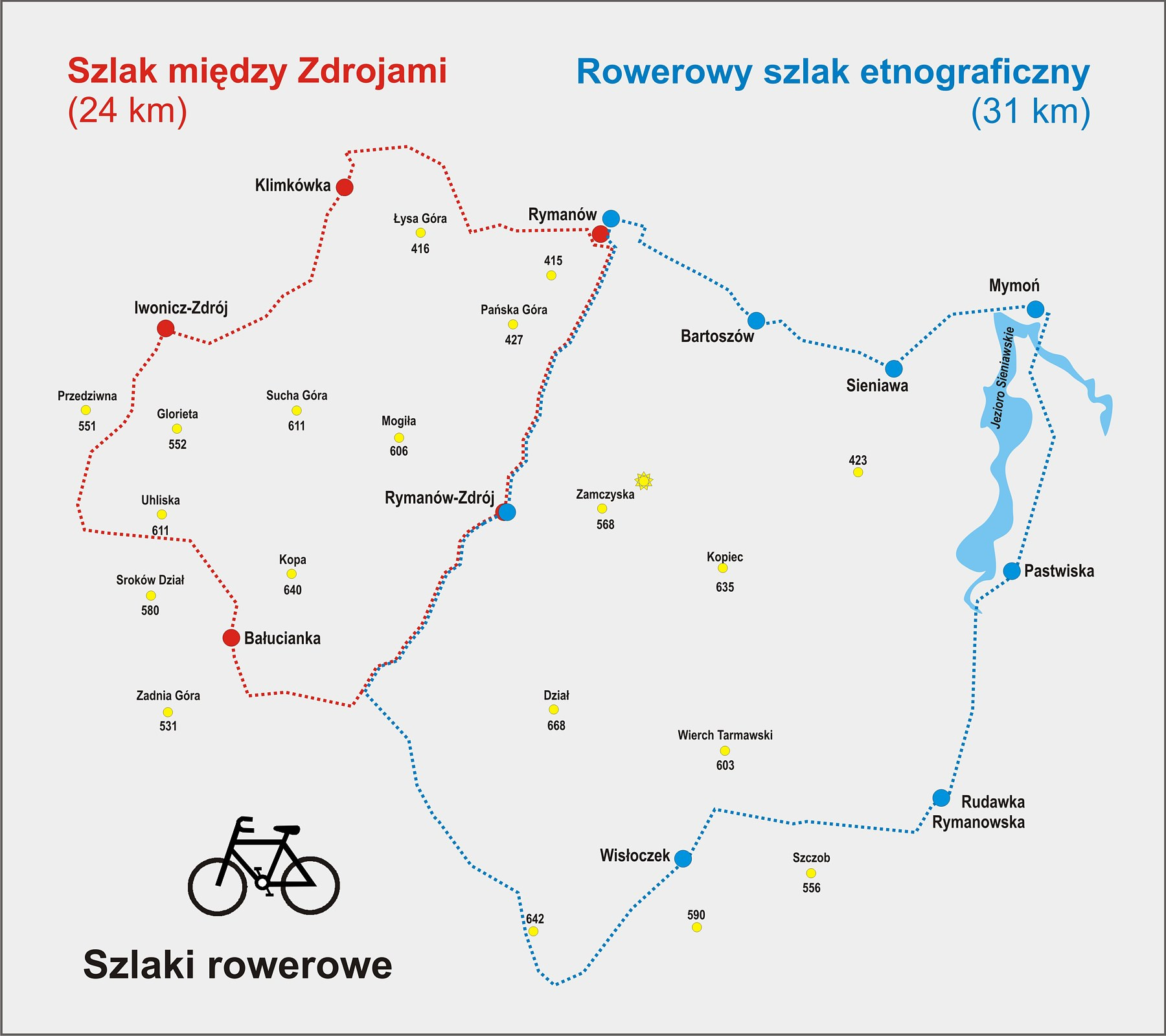
Szlaki rowerowe

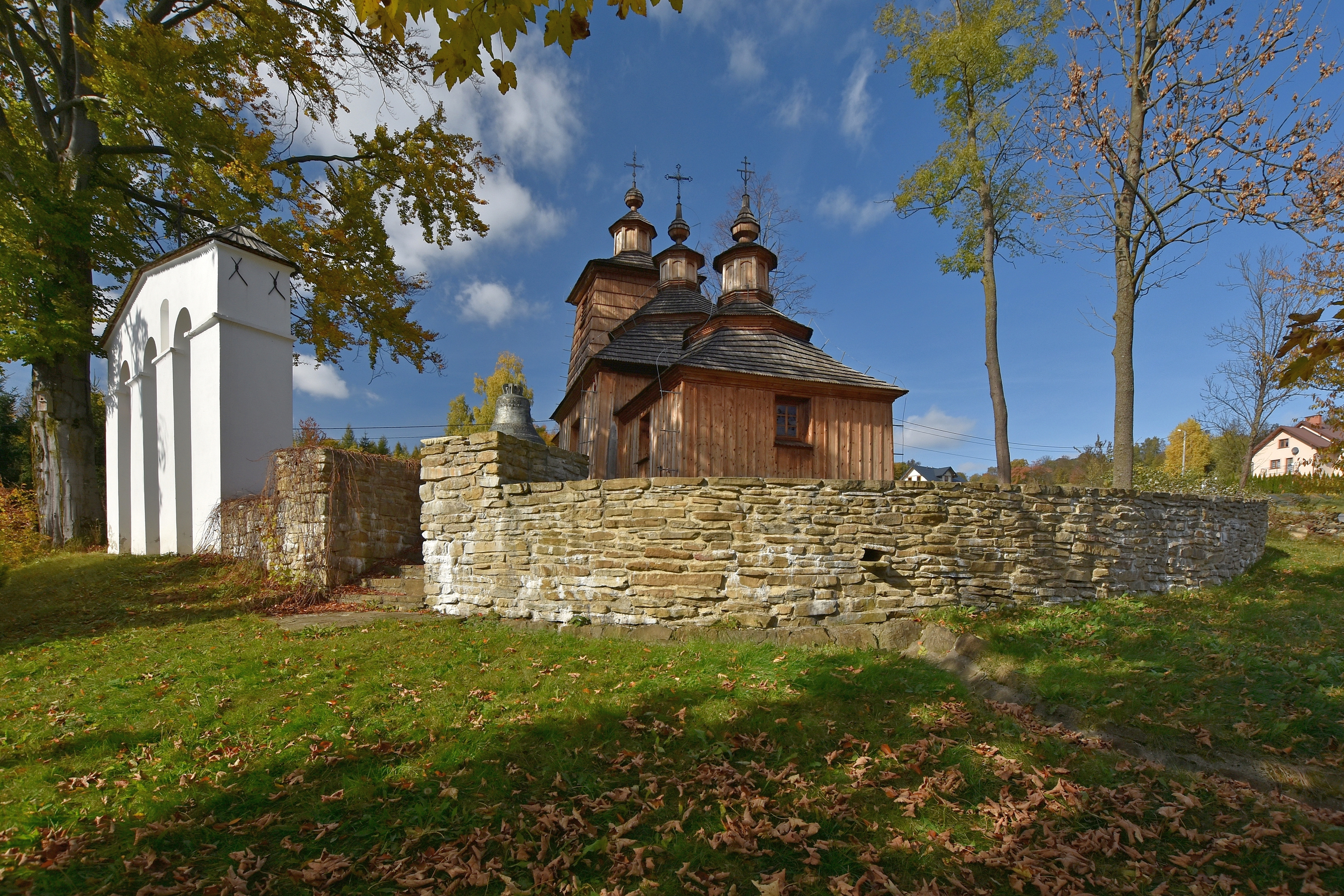
Zabytkowa dawna cerkiew z dzwonnicą
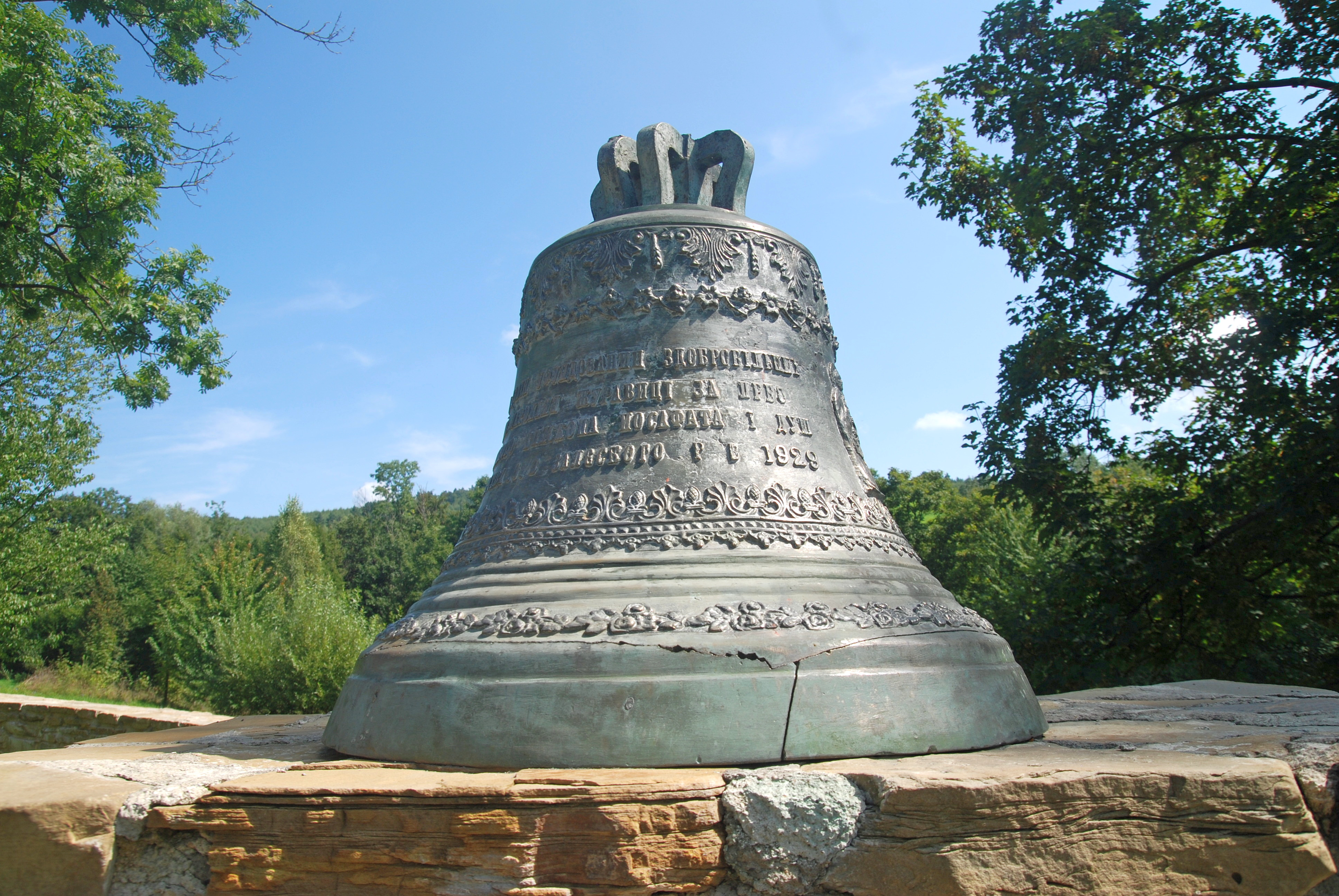
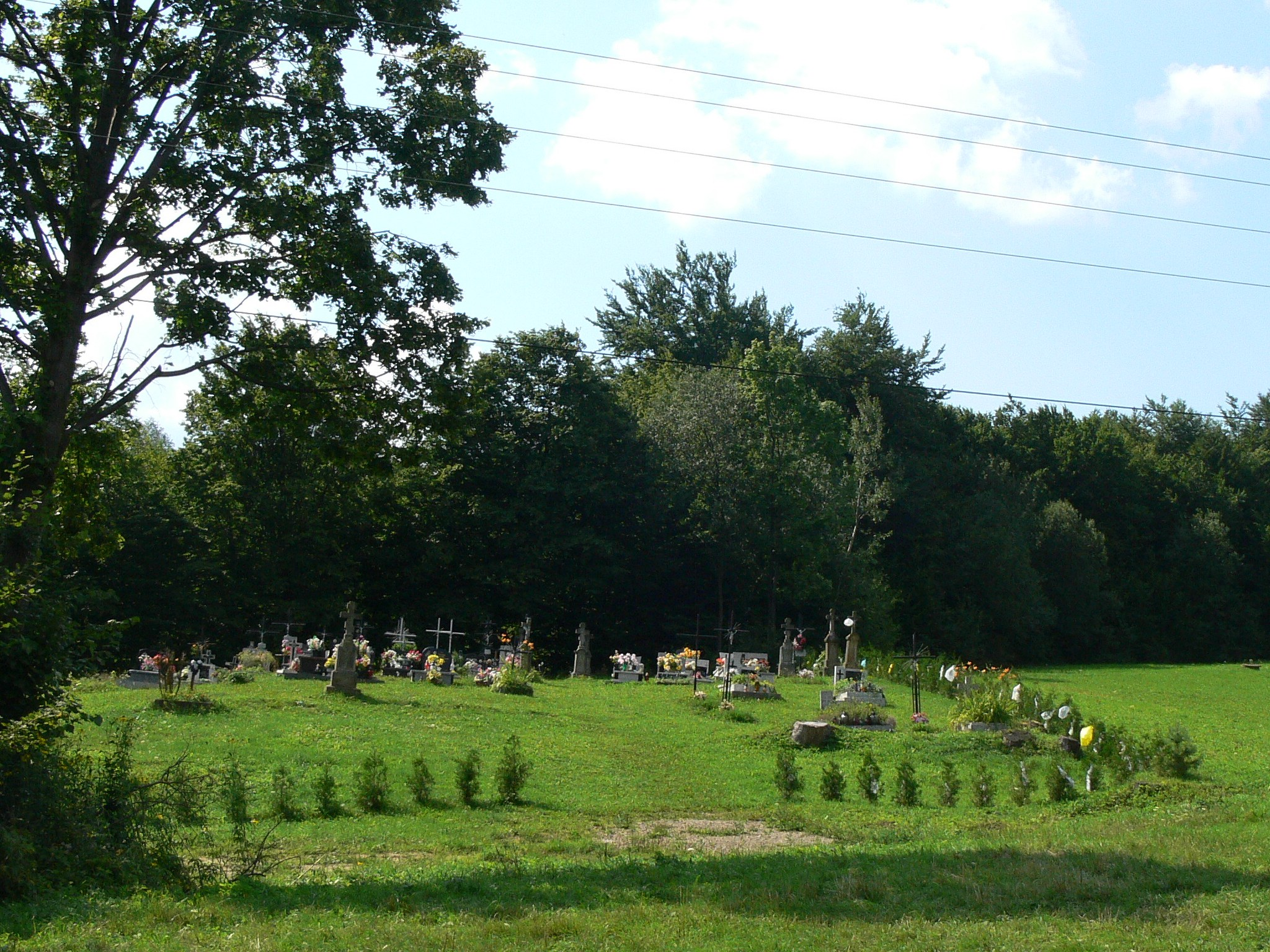
Cmentarz przycerkiewny

## Turystyka
Szlaki rowerowe:
- Szlak Między Zdrojami - 24 km. Pętla: Rymanów-Zdrój, Bałucianka, Iwonicz-Zdrój, Klimkówka, Rymanów, Rymanów-Zdrój.